# (5988) Gorodnitskij
(5988) Gorodnitskij (1976 GN2) – planetoida z pasa głównego asteroid okrążająca Słońce w ciągu 4 lat i 144 dni w średniej odległości 2,68 j.a. Została odkryta 1 kwietnia 1976 roku.